# Roland Juno-60
De Roland Juno-60 is een analoge synthesizer, uitgebracht door Roland in 1983.

## Beschrijving
De Juno-60 kwam een jaar later uit dan zijn voorganger de Juno-6. Het grote gemis van de Juno-6 was vooral het gebrek aan geheugenplaatsen om zelfgemaakte klanken op te kunnen slaan. De Juno-60 bevat 56 geheugenplaatsen.
De klank van de Juno-60 wordt vaak omschreven als rijk, vol en "vet", met een typische analoge feel. De Juno-60 was net als de Prophet 5-synthesizer erg populair, en is op veel opnames uit die tijd te horen.
De Juno-60 is een favoriet onder muzikanten, ondanks zijn leeftijd. Zijn opvolger, de Juno-106, voegde MIDI-aansluitingen toe, maar bracht weinig verbetering aan in de klank. Voor externe controle had hij wel de beschikking over de "DCB Roland to Roland sync/interface", waarmee de Juno-60 kon communiceren met andere Roland-apparaten, zoals de JSQ-60-sequencer. Later werd de Roland MD-8 uitgebracht, een converter die het DCB-signaal kon omzetten naar MIDI. Hiermee werd interactie met andere digitale instrumenten mogelijk.

## Geluid
Vanwege het gebruik van analoge circuits beschikt de Juno-60 over sterk klinkende strijkers, bassen, en orgels. De Juno-60 is veelzijdig qua geluid door de ingebouwde laagdoorlaat filter en chorus-effect. De tweede oscillator werd gemist, en de beperkte mogelijkheden van de LFO (slechts één golfvorm) was niet voldoende. De klank van de Juno-60 werd daarom als middelmatig gezien en sprong er niet uit.

## Niet-geverifieerde tips
- Tegelijk indrukken van knop "5" met knop "1" of "2" geeft toegang tot patch 57 tot 76. Dit zijn 20 extra geheugenplaatsen.
- Om toegang te krijgen tot de test-patches 80 tot 98 moet men de jackplug in de patch shift steken. Knop "5" ingedrukt houden en knop "3" indrukken voor bank 8 of knop "4" voor bank 9.
- De Juno-60 inschakelen met knop "Key transpose" ingedrukt en de "Arpeggio Mode"-schakelaar omhoog, om toegang tot de monofone-stand te krijgen waarbij alle zes stemmen worden toegewezen aan 1 stem.